# Enterprise Application Integration
Enterprise Application Integration (EAI, z ang. integracja aplikacji przedsiębiorstwa) – działania zmierzające do integracji aplikacji i danych wewnątrz przedsiębiorstwa, umożliwiające współdzielenie danych między wieloma systemami informatycznymi oraz integrację rozproszonych w ramach przedsiębiorstwa procesów biznesowych w jeden spójny zestaw.
Pojęcie to jest przeciwstawieniem integracji business-to-business (B2B), między oddzielnymi przedsiębiorstwami.